# 尾崎孔一
尾﨑 孔一（おざき こういち、本名 尾﨑 幸一、1975年10月20日 - ）は映像クリエイター。香川県高松市出身。DDTプロレスリングにて映像や音響他を担当する。他にミュージシャン、ライター等としても活動。

## 経歴
専門学校東京ビジュアルアーツ卒業。
フリーター時代に後楽園ホールのアルバイトを経験。音楽活動の傍ら、音楽スタジオで音響機材の使い方を学ぶ。
FIGHTING TV サムライの「インディーのお仕事」にてDDTプロレスを知り、男色ディーノを見て大会を見に行くようになる。
2003年、映像スタッフを募集していたDDTに入社。
各興行の映像制作の他、音響も担当。
FIGHTING TV サムライでのDDTプロレス中継「DDTドラマティックファンタジア」や、ニコニコ動画のDDT公式チャンネル「DDTプロレスアワー」を担当し、制作していた。
2014年末をもってDDTを退社し、2015年より博多に移住。